# 上海老飯店
上海老飯店是中華人民共和國上海市黃浦區豫园的一個本幫菜飯館，於光绪元年（1875年）開業，原名荣顺馆。2013年，上海老饭店被中華人民共和國文化部認定为国家非物质文化遗产。2019年，上海老饭店在浦东三林地区开设首家浦东分店。